# Carpomya zizyphae
Carpomya zizyphae är en tvåvingeart som beskrevs av Agarwal och Kapoor 1985. Carpomya zizyphae ingår i släktet Carpomya och familjen borrflugor. Inga underarter finns listade.